# Autostrada A5 (România)
Autostrada A5 este o autostradă planificată în România, destinată să conecteze municipiul București de orașul Giurgiu, oferind o legătură rutieră modernă între Capitală și viitorul pod care va fi construit peste Dunăre. Proiectul ar putea avea implicații mai ample, reprezentând primul tronson al unui posibil al doilea inel de centură al Bucureștiului, conform declarațiilor directorului Companiei Naționale de Investiții Rutiere (CNIR), Gabriel Budescu. Această companie, recent înființată, se va ocupa de implementarea marilor proiecte rutiere din România, în timp ce CNAIR va rămâne responsabilă pentru administrarea și întreținerea rețelei rutiere existente. 

## Istoric și stare
Stadiul actual al proiectului Autostrăzii A5 este incert, cu o probabilitate redusă de începere a lucrărilor de construcție înainte de 2030. În prezent, drumul național 5 (DN5), care ar fi dublat de autostradă, a fost modernizat în anii 2000, devenind un drum cu două benzi de circulație pe sens și intersecții denivelate, dar fără bandă de urgență. De asemenea, o autostradă nouă, DN5D, a fost inaugurată în 2021 pentru a ocoli orașul Giurgiu pe partea de est, pe o distanță de aproximativ 6 km. Aceasta servește exclusiv ca legătură cu punctul de frontieră Giurgiu și Podul Prieteniei peste Dunăre.
În trecut, denumirea A5 a fost asociată autostrăzii Brașov – Bacău (Răcăciuni), planificată pe o lungime de 162 km. Ulterior, aceasta a fost integrată în proiectul autostrăzii Sibiu – Brașov, formând împreună autostrada A13, cu o lungime totală de 282 km. În prezent, ruta A5 este rezervată pentru viitoarea autostradă București – Giurgiu.

## Legături Externe
- http://www.mt.ro/web14/